# آران، لریک
آران (به لاتین: Aran) یک منطقهٔ مسکونی در جمهوری آذربایجان است که در شهرستان لریک واقع شده‌است. آران ۴۱۷ نفر جمعیت دارد.